# Grand Unification
Grand Unification és el primer àlbum de llarga duració del quartet britànic de Rock, Fightstar. Va ser lliurat el 19 de març de 2006.

## Llista de cançons
1. "To Sleep" - 1:38
2. "Grand Unification Pt. I" - 3:19
3. "Waste A Moment" - 3:39
4. "Sleep Well Tonight" - 4:15
5. "Paint Your Target" - 3:18
6. "Build An Army" - 4:03
7. "Here Again (Last Conversation)" - 3:16
8. "Lost Like Tears In Rain" - 4:02
9. "Open Your Eyes" - 4:09
10. "Mono" - 6:26
11. "Hazy Eyes" - 3:15
12. "Grand Unification, Pt. II" - 3:58
13. "Wake Up" - 4:38

Totes les pistes escrites per: Fightstar

### "B-sides"
"Paint Your Target"
- "Until Then" – 4:40
- "Cross Out The Stars" – 5:02
- "Paint Your Target (Acoustic)" - 3:12

"Grand Unification Pt. I"
- "Take You Home" – 3:21
- "Waste A Moment (Acoustic)" – 3:25
- "Days I Recall Being Wonderful" (Last Days of April Cover) - 4:24

"Waste A Moment"
- "Ghosts On 31" – 3:51
- "Call To Arms" - 3:59
- "Minerva (Acoustic)" (Deftones Cover) - 3:33

"Hazy Eyes"
- "Fight For Us" - 4:07
- "Hazy Eyes (Live Acoustic)" - 3:34
- "Sleep Well Tonight (Live Acoustic)" - 3:46
- "She Drove Me To Daytime Television" (Funeral For A Friend Cover) - 3:34

## Personal
- Charlie Simpson - Veu / Guitarra / Teclat
- Alex Westaway — Guitarra / Veu
- Dan Haigh — Baix
- Omar Abidi — Bateria / Percussió

### Altres contribuidors
- Produït per Colin Richardson
- Dissenyat per Matt Hyde
- Mesclat per Colin Richardson
- Enregistrat a The Chapel (Lincolnshire), Jacobs (Surrey) i a Town House Studios (Londres)
- Artwork by Daniel Conway